# Elverhøy
 Ikke at forveksle med Elverhøj.
Elverhøy er en cd af sangeren Helene Bøksle. Elverhøy er udgivet af Universal Music Norge og udkom i 2006. Der er 12 numre på cd'en. Musikken på cd'en betegnes som en blanding af pop og folkemusik. Cd'ens navn "Elverhøy" stammer fra det det danske eventyr Elverhøj skrevet af H.C Andersen. 
Da cd'en udkom i Norge blev den modtaget med god kritik. Nummeret "Natta vi har" lå siden 13. Februar på norske P1s A-liste og blev spillet meget i radioen efterfølgende.
I Februar 2006 blev Helene Bøksle anklaget for plagiat. Beskyldesen var på nummeret "Natta vi har", som en norsk folkemusikerorganisation ved navn Norsk folkemusik- og Danselej mente er en populær traditionel folkesang. Helene Bøksle blevsenere frikendt for beskyldningen. 

## Om Elverhøy
Elverhøy henvender sig til folk som godt kan lide musik og sang i grænselandet mellem Pop og moderne folkemusik. På cd'en bliver der brugt klassiske instrumenter som strygere, trompeter, harpe, celloer og trækharmonika (trækspil). Helene Bøksle har selv været med til at skrive mange af numrene, men har også hentet fra gamle norske folkemusiktraditioner. To af teksterne er hentet fra Arne Garborgs "Haugtussa".

### Numre på cd'en
1. Heiemo Og Nykkjen (4:43)
  - Tekst: Trad.
  - Musik: Trad./Helene Bøksle
2. Måneskinsmøyane (4:06)
  - Tekst: Arne Garborg
  - Musik: Helene Bøksle/Sindre Hotvedt
3. Natta Vi Bar (3:59)
  - Tekst: Trad./Helene Bøksle/Askil Holm
  - Musik: Trad./Helene Bøksle/Askil Holm/Sindre Hotvedt
4. Blomen Fell (4:03)
  - Tekst: Truls Gjefsen
  - Musik: Kjetil Bjerkestrand
5. Dans På Rusakula (3:04)
  - Tekst: Esse Björkman
  - Musik: Esse Björkman
6. Isimo (3:53)
  - Tekst: Helene Bøksle/Trad.
  - Musik: Helene Bøksle/Sindre Hotvedt/Askil Holm
7. Til Elverhøy (1:02)
  - Musik: Sindre Hotvedt/Mathias Eick
8. Elverhøy (3:41)
  - Tekst: Trad.
  - Musik: Helene Bøksle/Sindre Hotvedt/Askil Holm
9. Nattergalen (3:59)
  - Tekst: Trad.
  - Musik: Trad.
10. Balladen Om Signe Lita (1:19)
11. Signe Lita (4:27)
  - Tekst: Trad.
  - Musik: Trad.
12. Det Stig Av Hav Eit Alveland (4:23)
  - Tekst: Arne Garborg
  - Musik: Helene Bøksle/Sindre Hotvedt

## Eksterne Links
- http://www.heleneboksle.no Arkiveret 20. november 2020 hos  Wayback Machine – Artistens hjemmeside (Helene Bøksle)
- http://www.myspace.com/helenebksle Arkiveret 12. juni 2008 hos  Wayback Machine – Helene Bøksle's myspace